# Intersport Heilbronn Open 2004
L'Intersport Heilbronn Open 2004 è stato un torneo di tennis facente parte della categoria ATP Challenger Series nell'ambito dell'ATP Challenger Series 2004. Il torneo si è giocato a Heilbronn in Germania dal 25 gennaio al 1º febbraio 2004 su campi in cemento indoor.

## Vincitori

### Singolare
Gilles Elseneer ha battuto in finale  Lars Burgsmüller con il punteggio di 3–6, 6–3, 7–6(5)

### Doppio
Mariusz Fyrstenberg /  Marcin Matkowski hanno battuto in finale  Lars Burgsmüller /  Kenneth Carlsen con il punteggio di 6–3, 6–3